# Pterolophia kaszabi
Pterolophia kaszabi là một loài bọ cánh cứng trong họ Cerambycidae.